# 卡多堂区 (路易斯安那州)
卡多堂區（英語：Caddo Parish）是美国路易斯安那州西北角的一個堂區，北鄰阿肯色州，西鄰德克萨斯州。面積2,427平方公里。根據2020年美國人口普查，共有人口23萬7,848人。治所什里夫波特。該堂區成立於1838年1月18日，名稱來自當地的原住民卡多人。

## 城镇
它有11个城镇 :Belcher, Blanchard, Gilliam, Greenwood, Hosston, Ida, Mooringsport, Oil City, Rodessa, Shreveport和Vivian.他们都是独一无二的. 没有入场费路易斯安那州石油和天然气博馆在石油城。 